# Piksi
Piksi is een mogelijk geslacht van uitgestorven pterosauriërs behorend tot de Pterodactyloidea dat leefde tijdens het Laat-Krijt in het gebied van het huidige Noord-Amerika. Het is echter ook mogelijk dat het een theropode betreft.
In 2002 benoemde David Varricchio een vogelsoort op basis van een fossiele rechtervleugel begin jaren negentig gevonden bij Bob’s Vacation Site, Glacier County, Montana. De typesoort was Piksi barbarulna. De geslachtnaam betekent 'grote vogel' in de taal van de Blackfoot. De soortaanduiding is afgeleid van het Latijn barbarus, 'vreemdsoortig' en ulna, 'ellepijp', een verwijzing naar de vreemde bouw van dit onderarmbeen. Gezien de omvang van de resten zou het om een loopvogel moeten gaan.
In 2012 meldde Varricchio samen met Federico Agnolin dat hij zich danig vergist had: het ging niet om een vogel maar een vliegende pterosauriër. Dat verklaarde ook waarom de ellepijp zo'n afwijkende vorm had. Bij twee vermeende vogeltaxa, Palaeocursornis en Eurolimnornis, zou volgens hem eenzelfde soort fout gemaakt zijn: ook dat waren pterosauriërs.
Het holotype MOR 1113 is gevonden in een laag van de Two Medicine Formation die dateert uit het Campanien. Het bestaat uit de onderkant van een opperarmbeen, de bovenkant van een spaakbeen en beide uiteinden van een ellepijp. Het specimen maakt deel uit van de collectie van het Museum of the Rockies.
In 2012 werden bij de herziening van de soort de volgende onderscheidende kenmerken gegeven: de onderrand van het opperarmbeen staat schuin ten opzichte van de lengteas, waarbij de trochlea, de gewrichtsknobbel met de ellepijp, zich naar beneden toe sterk verwijdt; deze knobbel is gezwollen en min of meer bolvormig; er loopt in achteraanzicht een scherpe en duidelijk gemarkeerde dwarskam die een knobbel op de buitenkant van de trochlea verbindt met de richel die de rand vormt van een hoger gelegen groeve, de fossa olecrani. Wat eerst als een autapomorfie van Piksi gezien was, een uniek kenmerk voor een vogel, de grote lange beenstijlen aan de randen van het opperarmbeen, is normaal voor pterosauriërs.
Ironisch genoeg werd de vorm die in 2002 nog aangemerkt werd als een zeer zware vogel, in 2012 als een 'minuscule' pterosauriër beschreven. Toch is Piksi niet extreem klein, hoewel de spanwijdte slechts op ongeveer één meter geschat wordt. Toen hij nog als vogel gezien werd, nam men een spanwijdte van tachtig centimeter aan.
De vorm van het opperarmbeen is toch wat verdacht; die draaiing is een stuk minder dan bij andere pterosauriërs waar de onderkant typisch een kwartslag geroteerd is en dus loodrecht op de bovenkant staat. Aan de bovenste buitenzijde van de trochlea bevinden zich pneumatische openingen. De voorkant van het opperarmbeen is vlakker dan de wat bolle achterkant, een kenmerk dat typisch is voor de Ornithocheiroidea. De ellepijp mist een duidelijke processus olecrani, de aanhechting voor de musculus triceps brachii, die dinosauriërs, waaronder de vogels, wel hebben. Het was dit kenmerk waarnaar de soortaanduiding verwees. De onderkant ervan is verbreed, een afgeleid kenmerk. De onderste achterzijde heeft geen pneumatische opening. In 2016 concludeerde een studie dan ook dat het toch een theropode betrof.
In 2002 plaatste Varricchio Piksi in de Ornithothoraces. In 2012 werd dat een radicaal andere groep, de Ornithocheiroidea. Daarbij moet wel bedacht worden dat geen exacte kladistische analyse werd uitgevoerd. Is de plaatsing correct, dan is Piksi een zeldzaam late vertegenwoordiger van die groep uit een etage die voornamelijk gedomineerd wordt door Azhdarchoidea.